# Station Suita (JR)
Station Suita (吹田駅, Suita-eki) is een spoorwegstation in de Japanse  stad Suita. Het wordt aangedaan door de JR Kioto-lijn. Het station heeft vier sporen, waarvan sporen één en vier bestemd zijn voor doorgaande treinen. 

## Treindienst

### JR West
| 1 | ■ Doorgaande treinen |                                         |
| 2 | ■ JR Kioto-lijn      | richting Osaka, Shin-Osaka en Sannomiya |
| 3 | ■ JR Kioto-lijn      | richting Takatsuki en Kioto             |
| 4 | ■ Doorgaande treinen |                                         |

## Geschiedenis
Het station werd in 1876 geopend. In 1979 werd het station verbouwd. 

## Overig openbaar vervoer
Voor het station bevindt zich een busstation, waar bussen van zowel Keihan als Hankyu stoppen.

## Stationsomgeving
- Werkplaats van JR West in Suita
- Opleidingscentrum van JR West
- Fabriek van Asahi
- Daiei (warenhuis)
- Merode Suita (woontoren)
- Bibliotheek van Suita
- 7-Eleven
- MOS Burger
- Lawson

(Biwako-lijn<<) · Kyoto · Nishiōji · Katsuragawa · Mukōmachi · Nagaokakyō · Yamazaki · Shimamoto · Takatsuki · Settsu-Tonda · Ibaraki · Senrioka · Kishibe · Suita · Higashi-Yodogawa ·  Shin-Ōsaka · Ōsaka · (>>JR Kōbe-lijn) 